# Cryphia leprosa
Cryphia leprosa är en fjärilsart som beskrevs av W. Warren 1910. Cryphia leprosa ingår i släktet Cryphia och familjen nattflyn. Inga underarter finns listade i Catalogue of Life.